# Ion Neculce
Ion Neculce, noto anche come Ioan (1672 – 1745), è stato uno storico e boiardo nato nel Principato di Moldavia,  autore soprattutto di cronache relative alla sua epoca.
Nato nel 1672, Ion Neculce si inserì a corte raggiungendo il grado di dignitario sotto Antioh Cantemir e crescendo ancora sotto il regno di Dimitrie Cantemir, presso il quale assolse diverse funzioni, sia civili che militari. Stette diversi anni in Russia assieme allo stesso Cantemir e le sue doti militari ricevettero l'apprezzamento anche di Pietro il Grande. Tornato in patria, ebbe altri incarichi, anche a livello di ministro, da Constantin Mavrocordat. 
Dalle sue cronache, che coprono tutto il periodo della sua vita pubblica, si deduce che morì dopo il 1744, visto che in esse cita la caduta dello stesso Constantin Mavrocordat, avvenuta appunto nel 1744.